# باشگاه ورزشی نگومبو یوث
باشگاه ورزشی نگومبو یوث یک باشگاه فوتبال حرفه‌ای سری‌لانکایی است. آنها در لیگ دسته دوم داخلی، لیگ قهرمانان سری‌لانکا، بازی می‌کنند.